# Старий Відок
Старий Відок (пол. Stary Widok) — село в Польщі, у гміні Кобелі-Великі Радомщанського повіту Лодзинського воєводства.
У 1975-1998 роках село належало до Пйотрковського воєводства.